# Zvezdne steze: V temo
Zvezdne steze: V temo (izvirno angleško Star Trek Into Darkness) je ameriški znanstvenofantastični akcijski film režiserja Jeffreyja Jacoba Abramsa iz leta 2013. Je dvanajsti v nizu filmov Zvezdnih stez in nadaljevanje filma Zvezdne steze iz leta 2009. Film so producirale založbe Bad Robot Productions, K/O Paper Products, Skydance Productions, distribuiral pa Paramount Pictures. Scenarij so napisali Roberto Orci, Alex Kurtzman in Damon Lindelof na podlagi istoimenske nanizanske Genea Rodenberryja. Lindelof, Orci, Kurtzman in Abrams so bili skupaj z Bryanom Burkom producenti filma. Chris Pine je ponovil vlogo kapitana Jamesa T. Kirka, prav tako so ponovili svoje vloge iz predhodnega filma: Zachary Quinto, Karl-Heinz Urban, Zoe Saldana, Anton Yelchin, Simon Pegg, John Cho in Bruce Greenwood. Benedict Cumberbatch, Peter Weller in Alice Eve so igrali še druge vloge.